# Jamie Maclaren
Jamie Maclaren (sinh ngày 29 tháng 7 năm 1993) là một cầu thủ bóng đá chuyên nghiệp người Úc thi đấu ở vị trí tiền đạo cho câu lạc bộ Melbourne City tại A-League và đội tuyển quốc gia Úc.

## Thống kê sự nghiệp

### Quốc tế
Tính đến ngày 21 tháng 11 năm 2023
| Đội tuyển quốc gia | Năm       | Trận | Bàn |
| ------------------ | --------- | ---- | --- |
| Úc                 | 2016      | 2    | 0   |
| Úc                 | 2017      | 3    | 0   |
| Úc                 | 2018      | 3    | 0   |
| Úc                 | 2019      | 7    | 5   |
| Úc                 | 2021      | 4    | 1   |
| Úc                 | 2022      | 10   | 2   |
| Úc                 | 2023      | 3    | 3   |
| Tổng cộng          | Tổng cộng | 32   | 11  |

Tính đến ngày 16 tháng 11 năm 2023
| #  | Ngày                 | Địa điểm                                                      | Số trận | Đối thủ           | Bàn thắng | Kết quả | Giải đấu                      |
| -- | -------------------- | ------------------------------------------------------------- | ------- | ----------------- | --------- | ------- | ----------------------------- |
| 1  | 11 tháng 1 năm 2019  | Sân vận động Rashid, Dubai, UAE                               | 10      | Palestine         | 1–0       | 3–0     | Asian Cup 2019                |
| 2  | 10 tháng 10 năm 2019 | Sân vận động Canberra, Canberra, Úc                           | 14      | Nepal             | 1–0       | 5–0     | Vòng loại FIFA World Cup 2022 |
| 3  | 10 tháng 10 năm 2019 | Sân vận động Canberra, Canberra, Úc                           | 14      | Nepal             | 2–0       | 5–0     | Vòng loại FIFA World Cup 2022 |
| 4  | 10 tháng 10 năm 2019 | Sân vận động Canberra, Canberra, Úc                           | 14      | Nepal             | 5–0       | 5–0     | Vòng loại FIFA World Cup 2022 |
| 5  | 15 tháng 10 năm 2019 | Sân vận động Quốc gia, Cao Hùng, Đài Loan                     | 15      | Đài Bắc Trung Hoa | 6–1       | 7–1     | Vòng loại FIFA World Cup 2022 |
| 6  | 7 tháng 6 năm 2021   | Sân vận động Quốc tế Jaber Al-Ahmad, Thành phố Kuwait, Kuwait | 16      | Đài Bắc Trung Hoa | 2–0       | 5–1     | Vòng loại FIFA World Cup 2022 |
| 7  | 27 tháng 1 năm 2022  | Sân vận động Melbourne Rectangular, Melbourne, Úc             | 20      | Việt Nam          | 1–0       | 4–0     | Vòng loại FIFA World Cup 2022 |
| 8  | 1 tháng 2 năm 2022   | Khu liên hợp thể thao Sultan Qaboos, Muscat, Oman             | 21      | Oman              | 1–0       | 2–2     | Vòng loại FIFA World Cup 2022 |
| 9  | 16 tháng 11 năm 2023 | Sân vận động Melbourne Rectangular, Melbourne, Úc             | 30      | Bangladesh        | 5–0       | 7–0     | Vòng loại FIFA World Cup 2026 |
| 10 | 16 tháng 11 năm 2023 | Sân vận động Melbourne Rectangular, Melbourne, Úc             | 30      | Bangladesh        | 6–0       | 7–0     | Vòng loại FIFA World Cup 2026 |
| 11 | 16 tháng 11 năm 2023 | Sân vận động Melbourne Rectangular, Melbourne, Úc             | 30      | Bangladesh        | 7–0       | 7–0     | Vòng loại FIFA World Cup 2026 |